# 전광진 (배우)
전광진은 대한민국의 배우이다.

## 학력
- 국민대학교 연극영화과 학사

## 출연작

### 영화
- 《조지아》 (2020년) - 형사 역
- 《실종신고》 (2019년) - 영세 역
- 《뺑반》 (2019년) - 기자 3 역
- 《너는 결코 서둘지 말라》 (2018년) - 초연 오빠 역
- 《인랑》 (2018년) - 공안부 정예요원 역
- 《바람 바람 바람》 (2018년) - 당구장 손님 6 역
- 《희생부활자》 (2017년) - 김 형사 역
- 《원라인》 (2017년) - 스카이라운지 손님 역
- 《새벽은 짧다》 (2016년) - 민호 역
- 《어린이 정경》 (2016년) - 자신감 역
- 《양치기들》 (2016년) - 미진사건 형사 역
- 《날, 보러와요》 (2016년) - 저승사자 역
- 《일어서는 인간》 (2016년) - 진우 역
- 《검사외전》 (2016년) - 법원 남직원 역
- 《오피스》 (2015년) - 형사 4 역
- 《악인은 살아 있다》 (2015년) - 중국인관광객 역
- 《만찬》 (2014년) - 인호 역
- 《변호인》 (2014년) - 법정경위 1 역
- 《남쪽으로 튀어》 (2014년) - 싸움 선생 2 역

### 드라마
- 《경성크리처 시즌 2》 (2024년, Netflix) - 박 씨 역 (특별출연)
- 《유괴의 날》 (2023년, ENA) - 최진태 역
- 《악귀》 (2023년, SBS) - 김재현 역
- 《형사록 2》 (2023년, Disney+) - 연상훈 역
- 《모범택시 2》 (2023년, SBS) - 장진호 역
- 《내일》 (2022년, MBC) - 서영빈 역
- 《슬기로운 의사생활2》 (2021년, tvN) - 종세혁 역
- 《카이로스》 (2020년, MBC) - 최덕호 역
- 《슬기로운 의사생활》 (2020년, tvN) - 종세혁 역

### 연극
- 《쉬어매드니스》
- 《그리고 사랑》
- 《룸넘버13》
- 《프렌즈》
- 《막무가내들》
- 《그리고 사랑》
- 《사천의 선인》
- 《일상의 시대》
- 《핫하우스》